# Фонтанијер
Фонтанијер (фр. Fontanières) насеље је и општина у централној Француској у региону Лимузен, у департману Крез која припада префектури Обисон.
По подацима из 2011. године у општини је живело 260 становника, а густина насељености је износила 16,34 становника/km². Општина се простире на површини од 15,91 km². Налази се на средњој надморској висини од 548 метара (максималној 575 m, а минималној 390 m).

## Демографија
| 1962. | 1968. | 1975. | 1982. | 1990. | 1999. | 2011. |
| ----- | ----- | ----- | ----- | ----- | ----- | ----- |
| 319   | 361   | 336   | 277   | 279   | 259   | 260   |

График промене броја становника у току последњих година